# 塞缪尔·皮普斯
塞缪尔·皮普斯，FRS，JP （英語：Samuel Pepys，又译佩皮斯，發音： /ˈpiːps/，1633年2月23日—1703年5月26日），英國托利黨政治家，歷任海軍部首席秘書、下議院議員和皇家学会會長，但他最为後人熟知的身份是日记作家。
尽管皮普斯没有真正的海军经历，但憑藉裙帶關係、自身的努力和管理方面的天赋，从一介平民一步步擢升为查理二世及詹姆斯二世在位期間的海軍部首席秘書。他任內推行的改革对英国皇家海军早期的專業化起深远影响，很多举措成为现代海军建制的基础。
他在1660年到1669年间写下的生动翔实的日记于19世纪发表後，被认为提供了英国复辟时期社会现实和重大历史事件（如伦敦大瘟疫、第二次英荷战争、伦敦大火）的第一手资料和研究素材。

## 生平

### 早年
皮普斯出生在伦敦舰队街。父亲约翰·皮普斯（1601–1680）是裁缝，母亲玛格丽特·皮普斯（1667年去世）是屠夫的女儿。他父亲的一位表兄理查德·皮普斯是国会议员，担任过爱尔兰的首席法官。
塞缪尔是11个孩子中第5个出生的，但是由于当时婴幼儿死亡率很高，他成为了家里的长子。。幼年时期他并未住在伦敦，而是跟着一名护士住在北部的Kingsland。少年时期先后在亨廷顿文法学校（Huntingdon Grammar School）和圣保罗学校（St Paul's School）接受教育，期间他目睹了查理一世1649年被送上断头台的一幕。

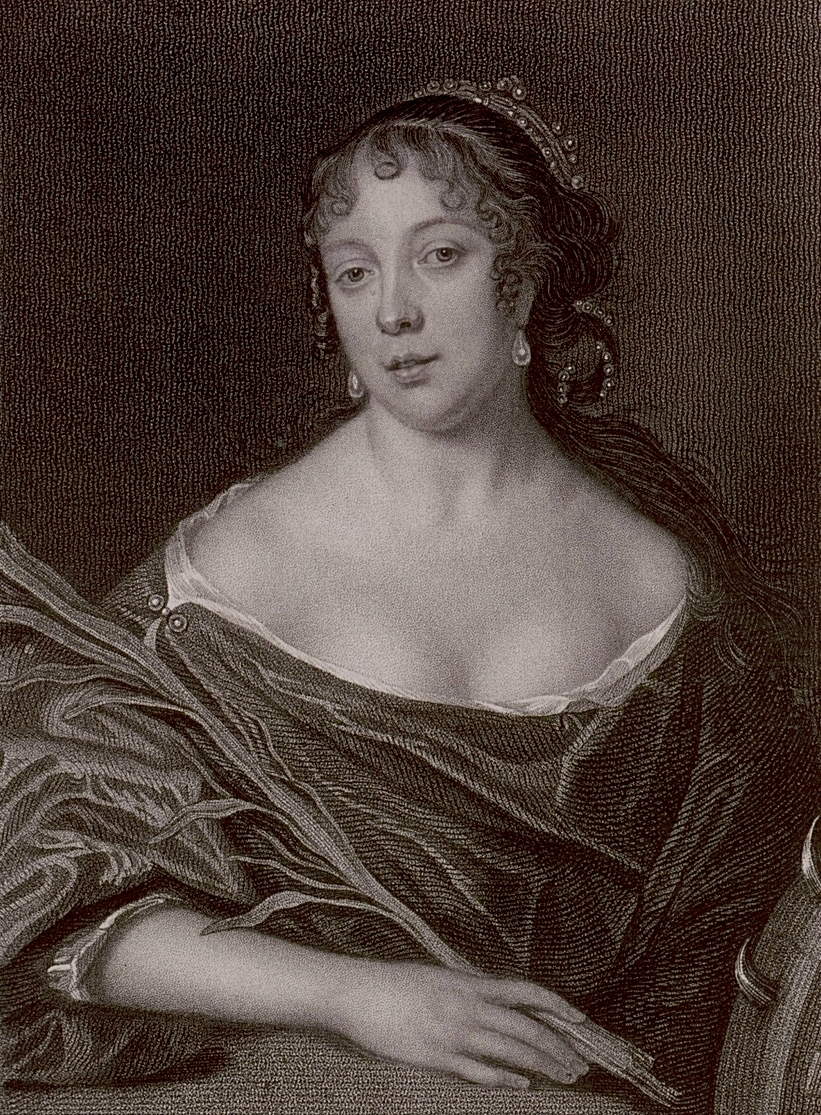
伊丽莎白·皮普斯肖像，约翰·汤姆森根据约翰·海尔斯1666年的作品重绘

1650年，皮普斯憑兩個獎學金进入剑桥大学，6月进了三一学院次年5月转到抹大拉学院并于1654年获得学位。之后他投奔父亲的另一位表兄，爱德华·孟塔古爵士（后来受封第一代三文治伯爵）。1655年，他与14岁的伊丽莎白·米歇尔结婚。新娘是法国胡格諾派移民后裔。

### 疾病
很年轻的时候皮普斯即患上了尿路结石，疼痛和血尿等症状一直折磨着他。1657年，皮普斯决定动手术。这在当时是一个风险极大且痛苦极大的决定。1658年3月26日手术在一位表亲特纳太太家中进行据称取出的结石有网球大小。后来很多年他都在这一天庆祝纪念这次成功的手术。但是手术还是留下了一些后遗症，皮普斯一生无子可能与此有关。
1658年中，皮普斯搬到今唐宁街附近的斧頭场（Axe Yard），并在乔治·唐宁爵士手下为政府的財務部工作。

### 日记
1660年1月1日，皮普斯开始记日记。这个习惯保持了近10年。在日记中，他追逐的女性、相处的友人，他的忌妒心、不安全感以及与妻子的紧张关系等等巨细靡遗。私人生活之外，日记中对政治时事的评论和国家大事的记载也占有同样的比重。
最初的几个月，日记中描述了蒙克將軍进军伦敦一事。4-5月，他跟妻子的关系紧张。他跟着孟塔古爵士的船队去荷兰接流放中的查理二世回国。6月18日孟塔古授勋为三文治伯爵。7月13日，皮普斯得到了海軍委員會（Navy Board）法案秘書的职位，年薪350磅外加福利奖金（竞争这一职位的对手曾以1000英镑贿赂皮普斯被其拒绝），随后皮普斯搬到伦敦市希兴里（Seething Lane）的官邸。
在海軍委員會，皮普斯很快展现了他的才能，他在日记中尖锐地批评了位阶较高但是做事没效率的同事们，包括海軍上將威廉·潘恩爵士（Admiral Sir William Penn）、乔治·卡特莱特爵士（Sir George Carteret）等人。
日记中对1660年代的几件大事的记述尤其宝贵。包括1665-67年间的第二次英荷战争，1665年的伦敦大瘟疫和1666年的伦敦大火。日记定稿的编者Latham写道：“他对这两个事件的描述生动而震慑人心。这不是高高在上的报道，而是充满了同理心。皮普斯一贯关注的是人，而非文学效果。”

### 停止日记

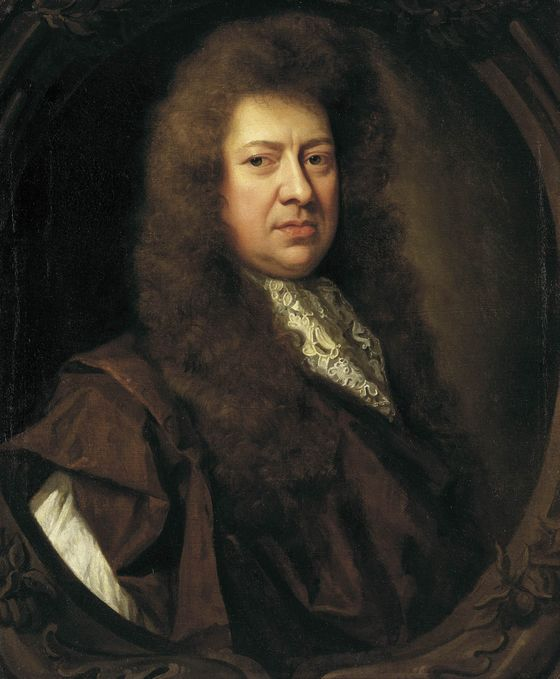
皮普斯肖像，戈弗雷·內勒作于1689年

皮普斯认为记日记影响了他的视力。1669年5月，他决定停止写作任何东西，需要记录时他请他的助理们代劳。这样一来继续记日记就不太可能了。同年6-9月，皮普斯夫妇到法国度假，回国后伊丽莎白病倒了，并于11月10日去世。皮普斯在伦敦哈特街的圣奥雷夫教堂为她立了碑。

### 政治生涯和海军
1673年，他被擢升为海军总部秘书，并从诺福克地区选为国会议员。1673年，他参与了建立了基督医院的皇家数学学校（Royal Mathematical School），这个学校每年训练40位年轻人学习航海术，后来成为皇家海军和英国商船队的人才储备库。1675年，他被任命为基督公学的校长，之后也长期参与管理。之后到1699年，经过他多年努力，数学学校找到了合适的校长，而皮普斯也被授予伦敦市的荣誉市民称号。
1684年6月，他被任命为国王的海军部秘書（这个职位一直持续到查理二世1682年2月驾崩，詹姆斯二世即位）。1685到1688年间，他不仅作为海军部秘書，而且作为哈维奇（Harwich）地区的国会议员积极参与政治活动。但是1688年光荣革命后詹姆斯二世逃出英国，皮普斯的政治生涯也告终结。他在1689年1月哈维奇地区的选举中失利，并于2月辞去了秘書职位。

### 皇家学会

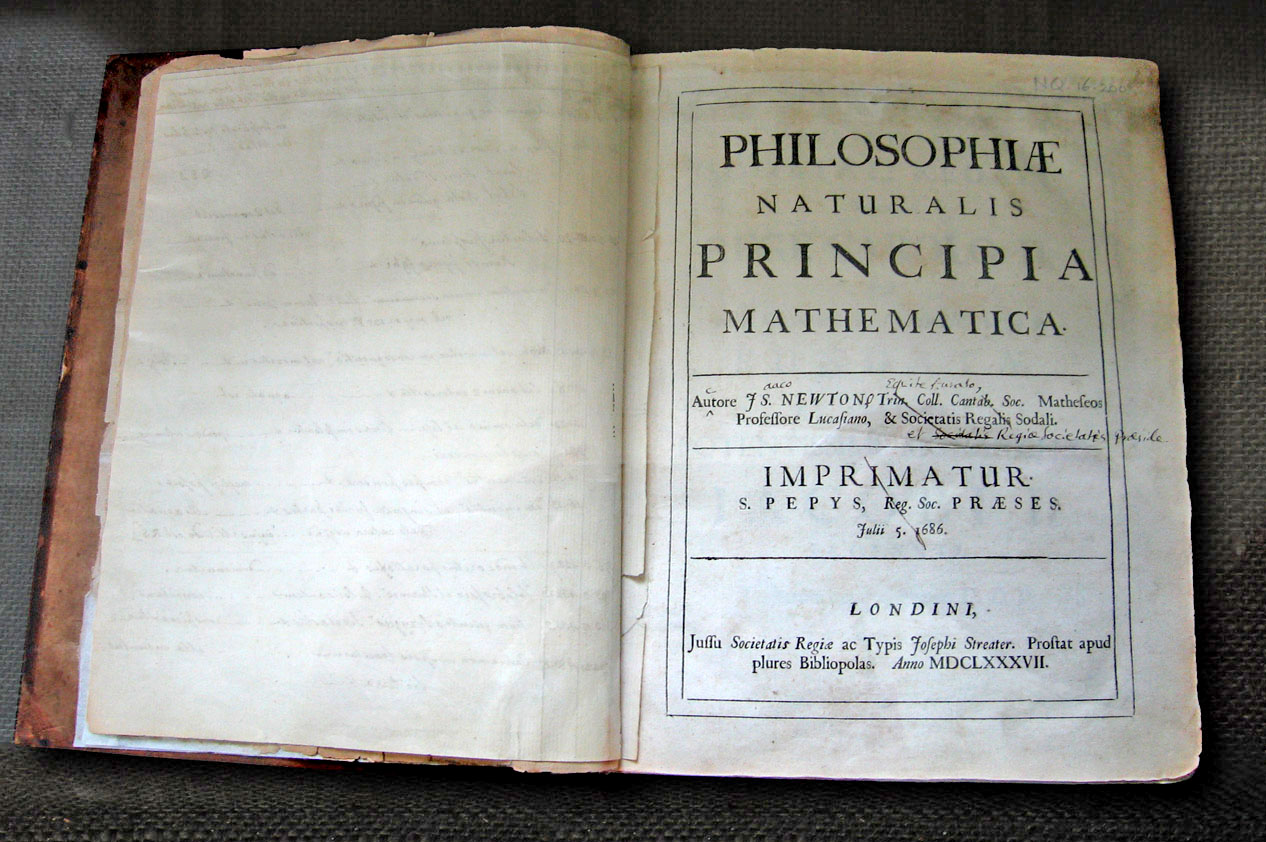
牛顿本人保留的自然哲学的数学原理第一版

皮普斯于1665年當选为皇家学会院士。并于1684年12月1日至1686年11月30日担任主席。牛顿的《自然哲学的数学原理》在此期间出版，初版封面上印有皮普斯的名字，表示对出版的许可。
概率论中有一个“牛顿-皮普斯问题”即由牛顿与皮普斯的讨论引发。该问题是：掷6次骰子至少掷出一次6点，掷12次骰子至少掷出2次6点，掷18次骰子至少掷出3次6点，那种概率更高。
最近的研究发现，牛顿给出了正确结论，但推理过程有瑕疵。

### 退休和去世
从1689年5到7月，以及1690年6月，皮普斯两次被懷疑是詹姆士黨而被捕入狱。不过指控后来都没有成立。被释后，他从公众生活中退休，时年57岁。十年后的1701年，他搬离伦敦，住到一个朋友威廉·休尔（William Hewer）在克拉珀姆的家里。威廉在海军部时是皮普斯的下属。克拉珀姆当时尚属郊区，不过已经是大伦敦的一部分。皮普斯在那里一直住到1703年去世。他没有子嗣，把自己的产业留给了外甥约翰·杰克逊，他的朋友休尔是执行人。